# کینگوود (نیوجرسی)
کینگوود (به انگلیسی: Kingwood Township) شهری در ایالت نیوجرسی کشور ایالات متحده آمریکا است که جمعیت آن در سرشماری سال ۲۰۱۰ میلادی، ۳٬۸۴۵ نفر بوده‌است.